# رافائل فیزیف
رافائل فیزیف (انگلیسی: Rafael Fiziev؛ زادهٔ ۵ مارس ۱۹۹۳) ورزشکار هنرهای رزمی ترکیبی قزاقستانی آذربایجانی است. وی از سال ۲۰۱۵ میلادی تاکنون مشغول فعالیت بوده است.
فیزیف یک رزمی‌کار حرفه‌ای ترکیبی و مبارز موی تای اهل آذربایجان است. او در حال حاضر در بخش سبک‌وزن مسابقات قهرمانی مبارزه نهایی (یواف‌سی) رقابت می‌کند. از ۲۲ ژوئیه ۲۰۲۵، او در رتبه دهم رده‌بندی سبک‌وزن یواف‌سی قرار دارد.

## زندگی‌نامه
فیزیف در کوردای، قزاقستان، از پدری آذربایجانی که افسر پلیس مخفی و مادری روس بود، متولد شد. در کودکی، خانواده فیزیف به بیشکک، قرقیزستان نقل مکان کردند.
در کودکی، پدر فیزیف برای او و پسرعموهایش دستکش بوکس خرید و به آنها گفت که مبارزه کنند. در ابتدا، او از مبارزه لذت نمی‌برد و تا زمانی که مدرسه‌اش را عوض نکرد، فیزیف در سن ۱۱ سالگی به دلیل مورد آزار و اذیت قرار گرفتن، به موی تای روی نیاورد. در حالی که او در دوران کودکی بر موی تای تمرکز داشت، چندین ورزش رزمی دیگر از جمله سامبوی رزمی، بوکس، جیو جیتسو و کشتی را نیز دنبال کرد. او می‌گوید وقتی از موی تای به ام‌ام‌ای تغییر رشته داد، یادگیری گلاویز شدن سخت‌ترین بخش بود، اما استرایکینگ و استندآپ او نیز نیاز به تطبیق داشت.
فیزیف به عنوان یک افسر پلیس مخفی کار می‌کرد، اما پس از اینکه متوجه شد به سطحی که می‌خواهد نخواهد رسید، استعفا داد. او به عنوان یک مبارز فقیر موی تای در تایلند، برای امرار معاش به معابد بودایی می‌رفت و از موز و آناناس تغذیه می‌کرد.